# (6584) Ludekpesek
(6584) Ludekpesek es un asteroide perteneciente al cinturón de asteroides descubierto el 31 de marzo de 1984 por Edward Bowell desde la Estación Anderson Mesa (condado de Coconino, cerca de Flagstaff, Arizona, Estados Unidos).

## Designación y nombre
Designado provisionalmente como 1984 FK. Fue nombrado en honor a Luděk Pešek (1919-1999) artista y escritor astronómico suizo conocido por sus ilustraciones científicamente realistas publicadas en National Geographic ( ca. 1969-1973). Escribió varias novelas y libros ilustrados como Planets of the Solar System (1963). El nombre fue sugerido por WK Hartmann.

## Características orbitales
Ludekpesek está situado a una distancia media del Sol de 2,273 ua, pudiendo alejarse hasta 2,489 ua y acercarse hasta 2,057 ua. Su excentricidad es 0,095 y la inclinación orbital 4,746 grados. Emplea 1251,82 días en completar una órbita alrededor del Sol.

## Características físicas
La magnitud absoluta de Ludekpesek es 13,65. 